# فردیناند مندس پینتو
فردیناند مندس پینتو (پرتغالی: Peregrinação) (۱۵۰۹ –۸ ژوئیه ۱۵۸۳) یک سیاح و نویسنده اهل پادشاهی پرتغال بود. در سال ۱۵۴۲، پینتو تفنگ شمخال را به ژاپن معرفی کرد. این اسلحه گرم سپس در این کشور تولید شد و در جنگ‌های داخلی ژاپن دوره سنگوکو مورد استفاده قرار گرفت. این تفنگ در این کشور به نام تانه‌گاشیما (تفنگ شمخال) شناخته شده بود.